# Phillips (Nebraska)
Phillips ist ein Dorf (Village) im Hamilton County im Süden von Nebraska, Vereinigte Staaten. Das U.S. Census Bureau hat bei der Volkszählung 2020 eine Einwohnerzahl von 320 ermittelt.

## Geschichte
Phillips wurde 1884 gegründet, als die Burlington and Missouri River Railroad ihr Streckennetz hierher ausbaute. Im selben Jahr öffnete auch das erste Postamt. Benannt wurde der Ort nach Captain R. O. Phillips von der Lincoln Land Company. 1887 gab es bereits eine Bank, zwei Holzläger, drei Gemischtwarenläden, zwei Getreidespeicher, eine Drogerie, eine Eisenwarenhandlung und viele andere Geschäfte. Die erste Schule wurde 1886 eröffnet, unterrichtet wurde von der ersten bis zur zehnten Klasse.

## Geografie
Die nächstgelegene größere Stadt ist Grand Island, in rund 14 Kilometer westlicher Richtung. In rund 2 km Entfernung fließt der South Platte River.

## Verkehr
Der Ort ist über den U.S. Highway 34 zu erreichen, der im Süden in rund 2,5 km Entfernung vorbeiführt.
Der nächstgelegene Flugplatz ist der Central Nebraska Regional Airport in Grand Island.